# Samaire Armstrong
Samaire Rhys Armstrong (Tokió, 1980. október 31. –) amerikai színésznő.

## Életpályája
Japánban született olasz lakberendező anya (Sylvia Sepielli) és skót katonai kiképző apa (Hunter Armstrong) gyermekeként. Édesanyja üdülőhelyek gyógyfürdőjét tervezi, édesapja katonákat oktat a közelharcra. 1985-ig élt Japánban, majd Hawaii-on, utána Sedonába költözött. Itt nőtt fel, és a Sedona Red Rock High Schoolban tanult. Malajziában és Kínában is élt.
2000-ben debütált az Ötösfogat című tinédzser filmben. 2001-ben olyan filmekben volt látható, mint például az X-akták, Vészhelyzet, Amynek ítélve. 2003–2006 között Anna Stern szerepét alakította A narancsvidék című sorozatban. Armstrong megjelenését eredetileg csak egy epizódra tervezték; de miután a karaktere kedvesnek bizonyult, visszahívták, hogy több epizódban jelenjen meg. 2004–2005 között a Törtetők című televíziós sorozatban volt látható. Ezt követte a CSI: Miami helyszínelők (2006) és a Lelkes testcsere című film, amelyben Nellt alakította, aki egyik napról a másikra férfivá változik. 2007-2009 között az Édes, drága titkaink sorozatban szerepelt. Itt Juliet Darlingot alakítja, egy elkényeztetett örököst, aki komoly színésznő szeretne lenni.
2010-ben a Kergetjük az amerikai álmot című filmben volt vendégszereplő. 2011-2012 között A mentalista több epizódjában is feltűnt. 2013-ban a szőke fiú édesanyját alakította a Kemény motorosok című filmben.

## Filmográfia

### Film
| Év   | Magyar cím                      | Eredeti cím                     | Szerep                    | Magyar hang    |
| ---- | ------------------------------- | ------------------------------- | ------------------------- | -------------- |
| 2001 | Már megint egy dilis amcsi film | Not Another Teen Movie          | Kara Fratelli             | Mezei Kitty    |
| 2002 |                                 | Would I Lie to You?             | Sophie                    |                |
| 2003 |                                 | Dark Wolf                       | Josie                     |                |
| 2006 | Stay Alive – Ezt éld túl!       | Stay Alive                      | Abigail                   | Peller Mariann |
| 2006 | Stay Alive – Ezt éld túl!       | Stay Alive                      | Abigail                   | Mezei Kitty    |
| 2006 | Cserebere szerencse             | Just My Luck                    | Maggie                    | Mezei Kitty    |
| 2006 | Cserebere szerencse             | Just My Luck                    | Maggie                    | Pálmai Anna    |
| 2006 | Lelkes testcsere                | It's a Boy Girl Thing           | Nell Bedworth/Woody Deane | Molnár Ilona   |
| 2007 | Rajzás                          | Rise: Blood Hunter              | Jenny                     |                |
| 2008 |                                 | Around June                     | June                      |                |
| 2010 | Az utolsó kikötő                | The Last Harbor                 | Roxanne Hall              | Vadász Bea     |
| 2013 |                                 | Concrete Blondes                | Tara Petrie               |                |
| 2013 |                                 | 5 Souls                         | Miranda                   |                |
| 2013 |                                 | My SantaMy Santa                | Jen Robbins               |                |
| 2014 |                                 | The Lachrymist                  | Ms. Alice Alquist         |                |
| 2014 |                                 | A Winter Rose                   | Simone                    |                |
| 2015 |                                 | Windsor Drive                   | Brooke                    |                |
| 2017 |                                 | Carter & June                   | June O'Malley             |                |
| 2020 |                                 | The 2nd                         | Olivia                    |                |
| 2020 | Munkahelyi kalamajka            | The Office Mix-up               | Joan                      |                |
| 2022 |                                 | Terror on the Prairie           | Soiled Dove               |                |
| 2024 |                                 | God's Not Dead: In God We Trust | Lottie Jay                |                |

### Televízió
| Év        | Magyar cím                  | Eredeti cím                                 | Szerep                                   | Megjegyzések                                     |
| --------- | --------------------------- | ------------------------------------------- | ---------------------------------------- | ------------------------------------------------ |
| 2000      | Ötösfogat                   | Party of Five                               | Meredith                                 | 1 epizód                                         |
| 2000      | Különcök és stréberek       | Freaks and Geeks                            | Laurie                                   | 2 epizód                                         |
| 2000      |                             | That's Life                                 | Brittany                                 | 1 epizód                                         |
| 2001      | Vészhelyzet                 | ER                                          | Tasha                                    | 1 epizód                                         |
| 2001      | Amynek ítélve               | Judging Amy                                 | Angie Becker                             | 1 epizód                                         |
| 2001      | X-akták                     | The X-Files                                 | Natalie Gordon                           | 1 epizód                                         |
| 2003      |                             | Trash                                       | Gypsy                                    | tévéfilm                                         |
| 2003–2006 | A narancsvidék              | The O.C.                                    | Anna Stern                               | - nellékszereplő - magyar hangja: - Böhm Anita   |
| 2004      |                             | Gramercy Park                               | Jillene                                  | tévéfilm                                         |
| 2004      | New York rendőrei           | NYPD Blue                                   | Christine                                | 1 epizód                                         |
| 2004–2005 | Törtetők                    | Entourage                                   | Emily                                    | mellékszereplő                                   |
| 2005      | Gyilkos számok              | NUMB3RS                                     | Skyler Wyatt                             | 1 epizód                                         |
| 2006      | CSI: Miami helyszínelők     | CSI: Miami                                  | Brynn Roberts                            | 1 epizód                                         |
| 2007      | Lépcsőházi gyilkosságok     | The Staircase Murders                       | Caitlin Atwater                          | - tévéfilm - magyar hangja: - Kiss Virág         |
| 2007      |                             | Living with Fran                            | Laurie                                   | 1 epizód                                         |
| 2007–2009 | Édes, drága titkaink        | Dirty Sexy Money                            | Juliet Darling                           | - főszereplő - magyar hangja: - Haffner Anikó    |
| 2010      | Kergetjük az amerikai álmot | How to Make It in America                   | Jane                                     | 1 epizód                                         |
| 2011      |                             | Better with You                             | Jessica                                  | 1 epizód                                         |
| 2011–2012 | A mentalista                | The Mentalist                               | Summer Edgecombe                         | - mellékszereplő - magyar hangja: - Törtei Tünde |
| 2012      |                             | Adopting Terror                             | Cheryl Broadbent                         | tévéfilm                                         |
| 2013      | Kemény motorosok            | Sons of Anarchy                             | Darvany Jennings                         | 1 epizód                                         |
| 2014      | Mennyei szerelem            | Heavenly Match                              | Casey Hart                               | - tévéfilm - magyar hangja: - Mezei Kitty        |
| 2014–2015 |                             | Resurrection                                | Elaine Richards                          | főszereplő                                       |
| 2015      | Zaklatók                    | Stalker                                     | Lucy                                     | 1 epizód                                         |
| 2016      | NCIS: New Orleans           | NCIS: New Orleans                           | Marion Watkins                           | 1 epizód                                         |
| 2016      | Carter ügynök               | Agent Carter                                | Wilma Cully                              | - 1 epizód - magyar hangja: - Mezei Kitty        |
| 2017      | A zöld íjász                | Arrow                                       | Laura Ramirez                            | 1 epizód                                         |
| 2017      | A Grace klinika             | Grey's Anatomy                              | Claire Nolan                             | 1 epizód                                         |
| 2017      | NCIS                        | NCIS                                        | Melissa Goodman                          | 1 epizód                                         |
| 2018      | Robotcsirke                 | Robot Chicken                               | Trish Walker / Patti Mayonnaise (hangja) | 1 epizód                                         |
| 2019      |                             | House on the Hill (aka He's Out to Get You) | Megan                                    | tévéfilm                                         |
| 2019      |                             | Deadly Excursion                            | Samantha McCarthy                        | tévéfilm                                         |
| 2019      |                             | Who Stole My Daughter?                      | Janet Sullivan                           | tévéfilm                                         |
| 2021      |                             | Deadly Excursion: Kidnapped From the Beach  | Samantha McCarthy                        | tévéfilm                                         |
| 2024      |                             | Acting Coach Nightmare                      | Lisa                                     | tévéfilm                                         |

## Fordítás
- Ez a szócikk részben vagy egészben  a   Samaire Armstrong című angol Wikipédia-szócikk ezen változatának fordításán alapul.  Az eredeti cikk szerkesztőit annak laptörténete sorolja fel. Ez a jelzés csupán a megfogalmazás eredetét és a szerzői jogokat jelzi, nem szolgál a cikkben szereplő információk forrásmegjelöléseként.

## További információ
- Samaire Armstrong a PORT.hu-n (magyarul)
- Samaire Armstrong az Internetes Szinkronadatbázisban (magyarul)
- Samaire Armstrong az Internet Movie Database-ben (angolul)
- Samaire Armstrong a Rotten Tomatoeson (angolul)
- Filmkatalógus
- AllMovie